# Marcello Dell’Utri

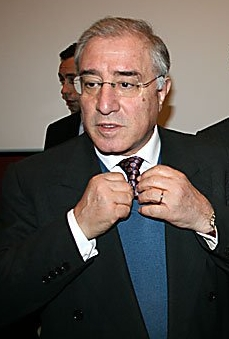
Marcello Dell’Utri

Marcello Dell’Utri (* 11. September 1941 in Palermo) ist ein ehemaliger italienischer Politiker, der wegen seiner Verbindungen zur Mafia Bekanntheit erlangte.

## Leben
Nach der klassischen Matura in Palermo studierte er ab 1961 Jura an der staatlichen Universität in Mailand, wo er Silvio Berlusconi kennenlernte. Nach mehrjähriger Tätigkeit als Fußballtrainer und sportlicher Leiter in Mailand, Rom und Palermo, trat er 1970 in die Cassa di Risparmio delle Province Siciliane in Catania ein. 1974 kehrte er nach Mailand zurück, wo er für Berlusconis Baufirma Edilnord arbeitete. Seither war er stets ein enger Getreuer Berlusconis und gründete mit ihm 1993 die politische Bewegung Forza Italia. Von 1996 bis 2001 war Dell’Utri Mitglied der italienischen Abgeordnetenkammer, von 1999 bis 2004 Mitglied des Europäischen Parlaments und von 2001 bis 2013 Mitglied des italienischen Senats.

## Verurteilungen wegen Mafia-Kontakten
Dell’Utri wurde am 11. Dezember 2004 in erster Instanz zu neun Jahren, 2010 im Berufungsprozess in zweiter Instanz zu sieben Jahren Haft verurteilt. Er hatte nach Auffassung des Gerichts als Mittelsmann zwischen der Cosa Nostra und Berlusconi gedient. Das Urteil wurde später vom obersten Berufungsgericht aufgehoben. Eine frühere Freiheitsstrafe von zwei Jahren und drei Monaten wegen Steuerbetrugs hatte er aufgrund seiner parlamentarischen Tätigkeit nicht verbüßt.
Wegen seiner Kontakte zur Mafia wurde Dell’Utri im März 2013 erneut zu sieben Jahren Haft verurteilt. Kurz vor der rechtskräftigen Verurteilung durch ein Berufungsgericht tauchte er im April 2014 unter. Nach Ausstellung eines europäischen Haftbefehls wurde er schließlich im Libanon festgenommen, an Italien ausgeliefert und dort mehrere Jahre lang inhaftiert.
Im April 2018 wurde er wegen weiterer Vergehen zu zwölf Jahren Haft verurteilt, jedoch im September 2021 freigesprochen. Der Freispruch wurde im April 2023 in letzter Instanz bestätigt.

## Sonstiges
Der am 12. Juni 2023 verstorbene Berlusconi bedachte in seinem Testament neben seinem Bruder und seiner Partnerin den ehemaligen Weggefährten Dell'Ultri mit 30 Millionen Euro. In der Begründung führt er die Liebe, die er für sie gehabt habe und die sie ihm entgegenbracht hätten.